# Євроліга
Євроліга (англ. Euroleague)  — найпрестижніший клубний турнір, який проводиться щорічно серед баскетбольних клубів Європи. Виконавчий директор професійної Європейської баскетбольної ліги — Деян Бодирога.
До 2025 року також мала назву через головного спонсора Turkish Airlines Євроліга.

## Історія
Перший розіграш Кубку європейських чемпіонів відбувся у 1958 році, першим володарем трофею став баскетбольний клуб СКА (Рига). 
Найтитулованіший клуб Європи — «Реал», він завойовував кубок 11 разів. За кількістю титулів серед країн першість утримує Іспанія, клуби якої ставали володарами кубку 14 разів. У фіналі Євроліги найчастіше грав «Реал» — 21 раз (11 разів ставав чемпіоном та 10 програних фіналів).
До літа 2000 року турнір проводився під егідою ФІБА і носив назву «Кубок європейських чемпіонів». У результаті фінансового конфлікту в сезоні 2000/2001 стартували два незалежних змагання — Супроліга ФІБА і Євроліга УЛЕБ. Надалі конфлікт не вщухав. ФІБА кілька разів змінювала назви турнірів, які самостійно проводила — Євроліга ФІБА, Кубок Європи і т. д. Євроліга УЛЕБ залишалася незмінною, престижнішою і комерційно успішною. Починаючи з сезону 2008/2009 ФІБА і УЛЕБ прийшли до угоди. Тепер основний турнір, як і раніше іменується Євроліга. Другий за рангом турнір (колишній Кубок УЛЕБ) — Єврокубок. Третій — Євровиклик.
24 лютого 2022 року розпочалось повномасштабне вторгнення Росії в Україну. 28 лютого Євроліга приймає рішення про виключення баскетбольних команд Росії з турніру.

## Формат турніру
У регулярному сезоні 16 команд грають по два матчі між собою. Після цього, вісім найкращих команд проходять до плей-оф. 
У плей-оф кожна команда має виграти три матчі для проходу далі. У випадку, якщо між командами рівність, додається п'ятий матч. Команда з вищою позицією за результатами регулярного сезону грає перший, другий та п'ятий (за потреби) матчі вдома. 
Переможці плей-оф виходять до турніру Фінальної четвірки. Команди грають між собою один півфінальний матч у п'ятницю. У суботу проходять фінальний матч та матч за третє місце.

## Фінальні матчі
| Рік       | Місце проведення                          | Переможець                            | Фіналіст                              | Рахунок                               |
| --------- | ----------------------------------------- | ------------------------------------- | ------------------------------------- | ------------------------------------- |
| 1958      | Рига, СРСР Софія, Болгарія                | СКА (Рига)                            | Академік                              | 86–81, 84–71                          |
| 1959      | Рига, СРСР Софія, Болгарія                | СКА (Рига)                            | Академік                              | 79–58, 69–67                          |
| 1960      | Тбілісі, СРСР Рига, СРСР                  | СКА (Рига)                            | Динамо (Тбілісі)                      | 61–57, 69–62                          |
| 1961      | Рига, СРСР Москва, СРСР                   | ЦСКА                                  | СКА (Рига)                            | 61–66, 67–62                          |
| 1962      | Женева, Швейцарія                         | Динамо (Тбілісі)                      | Реал                                  | 90–83                                 |
| 1963      | Мадрид, Іспанія Москва, СРСР              | ЦСКА                                  | Реал                                  | 69–86, 91–74, 99–80                   |
| 1964      | Брно, ЧСР Мадрид, Іспанія                 | Реал                                  | Спартак (Брно)                        | 99–110, 84–64                         |
| 1965      | Москва, СРСР Мадрид, Іспанська Держава    | Реал                                  | ЦСКА                                  | 88–81, 76–72                          |
| 1966      | Болонья, Італія                           | Мілан                                 | Славія                                | 77–72                                 |
| 1967      | Мадрид, Іспанська Держава                 | Реал                                  | Мілан                                 | 91–83                                 |
| 1968      | Ліон, Франція                             | Реал                                  | Спартак (Брно)                        | 98–95                                 |
| 1969      | Барселона, Іспанія                        | ЦСКА                                  | Реал                                  | 103–99                                |
| 1970      | Сараєво, СФРЮ                             | Варезе                                | ЦСКА                                  | 79–74                                 |
| 1971      | Антверпен, Бельгія                        | ЦСКА                                  | Варезе                                | 67–53                                 |
| 1972      | Тель-Авів, Ізраїль                        | Варезе                                | Югопластика                           | 70–69                                 |
| 1973      | Льєж, Бельгія                             | Варезе                                | ЦСКА                                  | 71–66                                 |
| 1974      | Нант, Франція                             | Реал                                  | Варезе                                | 84–82                                 |
| 1975      | Антверпен, Бельгія                        | Варезе                                | Реал                                  | 79–66                                 |
| 1976      | Женева, Швейцарія                         | Варезе                                | Реал                                  | 81–74                                 |
| 1977      | Белград, СФРЮ                             | Маккабі                               | Варезе                                | 78–77                                 |
| 1978      | Мюнхен, ФРН                               | Реал                                  | Варезе                                | 75–67                                 |
| 1979      | Гренобль, Франція                         | Босна                                 | Варезе                                | 96–93                                 |
| 1980      | Західний Берлін                           | Реал                                  | Маккабі                               | 89–85                                 |
| 1981      | Страсбург, Франція                        | Маккабі                               | Віртус (Болонья)                      | 80–79                                 |
| 1982      | Кельн, ФРН                                | Канту                                 | Маккабі                               | 86–80                                 |
| 1983      | Гренобль, Франція                         | Канту                                 | Мілан                                 | 69–68                                 |
| 1984      | Женева, Швейцарія                         | Віртус (Рим)                          | Барселона                             | 79–73                                 |
| 1985      | Афіни, Греція                             | Цибона                                | Реал                                  | 87–78                                 |
| 1986      | Будапешт, Угорщина                        | Цибона                                | Жальгіріс                             | 94–82                                 |
| 1987      | Лозанна, Швейцарія                        | Мілан                                 | Маккабі                               | 71–69                                 |
| 1988      | Гент, Бельгія                             | Мілан                                 | Маккабі                               | 90–84                                 |
| 1989      | Мюнхен, ФРН                               | Югопластика                           | Маккабі                               | 75–69                                 |
| 1990      | Сарагоса, Іспанія                         | Спліт                                 | Барселона                             | 72–67                                 |
| 1991      | Париж, Франція                            | ПОП-84                                | Барселона                             | 70–65                                 |
| 1992      | Стамбул, Туреччина                        | Партизан                              | Хувентуд                              | 71–70                                 |
| 1993      | Афіни, Греція                             | Лімож                                 | Бенеттон                              | 59–55                                 |
| 1994      | Тель-Авів, Ізраїль                        | Хувентуд                              | Олімпіакос                            | 59–57                                 |
| 1995      | Сарагоса, Іспанія                         | Реал                                  | Олімпіакос                            | 73–61                                 |
| 1996      | Париж, Франція                            | Панатінаїкос                          | Барселона                             | 77–76                                 |
| 1997      | Рим, Італія                               | Олімпіакос                            | Барселона                             | 73–58                                 |
| 1998      | Барселона, Іспанія                        | Віртус (Болонья)                      | АЕК                                   | 58–44                                 |
| 1999      | Мюнхен, Німеччина                         | Жальгіріс                             | Віртус (Болонья)                      | 82–74                                 |
| 2000      | Салоніки, Греція                          | Панатінаїкос                          | Маккабі                               | 73–67                                 |
| 2001 ФІБА | Париж, Франція                            | Маккабі                               | Панатінаїкос                          | 81–67                                 |
| 2001 УЛЄБ | Віторія-Гастейнс, Іспанія Болонья, Італія | Віртус (Болонья)                      | Таугрес                               | 65–78, 94–73, 80–60 79–96, 82–74      |
| 2002      | Болонья, Італія                           | Панатінаїкос                          | Віртус (Болонья)                      | 93–89                                 |
| 2003      | Барселона, Іспанія                        | Барселона                             | Бенеттон                              | 76–65                                 |
| 2004      | Тель-Авів, Ізраїль                        | Маккабі                               | Фортитудо                             | 118–74                                |
| 2005      | Москва, Росія                             | Маккабі                               | Таугрес                               | 90–78                                 |
| 2006      | Прага, Чехія                              | ЦСКА                                  | Маккабі                               | 73–69                                 |
| 2007      | Афіни, Греція                             | Панатінаїкос                          | ЦСКА                                  | 93–91                                 |
| 2008      | Мадрид, Іспанія                           | ЦСКА                                  | Маккабі                               | 91–77                                 |
| 2009      | Берлін, Німеччина                         | Панатінаїкос                          | ЦСКА                                  | 73–71                                 |
| 2010      | Париж, Франція                            | Барселона                             | Олімпіакос                            | 86–68                                 |
| 2011      | Барселона, Іспанія                        | Панатінаїкос                          | Маккабі                               | 78–70                                 |
| 2012      | Стамбул, Туреччина                        | Олімпіакос                            | ЦСКА                                  | 62–61                                 |
| 2013      | Лондон, Велика Британія                   | Олімпіакос                            | Реал                                  | 100–88                                |
| 2014      | Мілан, Італія                             | Маккабі                               | Реал                                  | 98–86 (ОТ)                            |
| 2015      | Мадрид, Іспанія                           | Реал                                  | Олімпіакос                            | 78–59                                 |
| 2016      | Берлін, Німеччина                         | ЦСКА                                  | Фенербахче                            | 101–96 (ОТ)                           |
| 2017      | Стамбул, Туреччина                        | Фенербахче                            | Олімпіакос                            | 80–64                                 |
| 2018      | Белград, Сербія                           | Реал                                  | Фенербахче                            | 85–80                                 |
| 2019      | Віторія, Іспанія                          | ЦСКА                                  | Анадолу Ефес                          | 91–83                                 |
| 2020      | скасовано через пандемію коронавірусу     | скасовано через пандемію коронавірусу | скасовано через пандемію коронавірусу | скасовано через пандемію коронавірусу |
| 2021      | Кельн, Німеччина                          | Анадолу Ефес                          | Барселона                             | 86–81                                 |
| 2022      | Белград, Сербія                           | Анадолу Ефес                          | Реал                                  | 58-57                                 |
| 2023      | Каунас, Литва                             | Реал                                  | Олімпіакос                            | 79–78                                 |
| 2024      | Берлін, Німеччина                         | Панатінаїкос                          | Реал Мадрид                           | 95–80                                 |
| 2025      | Абу-Дабі, ОАЕ                             | Фенербахче                            | Монако                                | 81–70                                 |
| 2026      |                                           |                                       |                                       |                                       |

## Переможці за клубами
| Місце | Клуб              | Титулів | Фіналіст | Переможні сезони                                                                                  |
| ----- | ----------------- | ------- | -------- | ------------------------------------------------------------------------------------------------- |
| 1.    | Реал Мадрид       | 11      | 10       | 1963–64, 1964–65, 1966–67, 1967–68, 1973–74, 1977–78, 1979–80, 1994–95, 2014–15, 2017–18, 2022–23 |
| 2.    | ЦСКА Москва       | 8       | 6        | 1960–61, 1962–63, 1968–69, 1970–71, 2005–06, 2007–08, 2015–16, 2018–19                            |
| 3.    | Панатінаїкос      | 7       | 1        | 1995–96, 1999–00, 2001–02, 2006–07, 2008–09, 2010–11, 2023–24                                     |
| 4.    | Маккабі Тель-Авів | 6       | 9        | 1976–77, 1980–81, 2000–01, 2003–04, 2004–05, 2013–14                                              |
| 5.    | Варезе            | 5       | 5        | 1969–70, 1971–72, 1972–73, 1974–75, 1975–76                                                       |
| 6.    | Олімпіакос        | 3       | 6        | 1996–97, 2011–12, 2012–13                                                                         |
| 7.    | Мілан             | 3       | 2        | 1965–66, 1986–87, 1987–88                                                                         |
| 8.    | АСК Рига          | 3       | 1        | 1958, 1958–59, 1959–60                                                                            |
| -     | Спліт             | 3       | 1        | 1988–89, 1989–90, 1990–91                                                                         |
| 10.   | Барселона         | 2       | 6        | 2002–03, 2009–10                                                                                  |
| 11.   | Віртус            | 2       | 3        | 1997–98, 2000–01                                                                                  |
| 12.   | Фенербахче        | 2       | 2        | 2016–17, 2024–25                                                                                  |
| 13.   | Анадолу Ефес      | 2       | 1        | 2020–21, 2021–22                                                                                  |
| 14.   | Канту             | 2       |          | 1981–82, 1982–83                                                                                  |
| -     | Цибона            | 2       |          | 1984–85, 1985–86                                                                                  |
| 16.   | Динамо Тбілісі    | 1       | 1        | 1961–62                                                                                           |
| -     | Хувентуд          | 1       | 1        | 1993–94                                                                                           |
| -     | Жальгіріс         | 1       | 1        | 1998–99                                                                                           |
| 19.   | Босна             | 1       |          | 1978–79                                                                                           |
| -     | Віртус            | 1       |          | 1983–84                                                                                           |
| -     | Партизан          | 1       |          | 1991–92                                                                                           |
| -     | Лімож             | 1       |          | 1992–93                                                                                           |
| 23.   | Академік          |         | 2        |                                                                                                   |
| -     | Спартак Брно      |         | 2        |                                                                                                   |
| -     | Бенеттон          |         | 2        |                                                                                                   |
| -     | Таугрес           |         | 2        |                                                                                                   |
| 27.   | УСК               |         | 1        |                                                                                                   |
| -     | АЕК               |         | 1        |                                                                                                   |
| -     | Фортитудо Болонья |         | 1        |                                                                                                   |
| -     | Монако            |         | 1        |                                                                                                   |